# 구다라촌
구다라촌(百済村)은 나라현 기타카쓰라기군에 속해있던 촌이다. 현재의 고료정 동부에 해당한다.

## 역사
- 1889년 4월 1일 - 정촌제 시행에 의해 가스게군 이와소노촌이 성립하였다.
- 1897년 4월 1일 - 군제 시행에 의해 기타카쓰라기군으로 변경되었다.

## 교통
촌은 철도 노선도, 국도도, 주요 지방도로도 지나지 않았다. 

## 참고문헌
- 大日本篤農家名鑑編纂所編『大日本篤農家名鑑』大日本篤農家名鑑編纂所、1910年。
- 高崎雅雄編『大日本医師名簿』光明社、1925年。